# 1853
Il 1853 (MDCCCLIII in numeri romani) è un anno  del XIX secolo.

## Eventi
- 19 gennaio – Al Teatro Apollo di Roma Giuseppe Verdi presenta per la prima volta la sua opera lirica Il trovatore.
- 26 gennaio – Nasce l'agenzia Stefani.
- 6 febbraio – Milano: rivolta proletaria ed operaia socialista.
- 6 marzo – Al Teatro La Fenice di Venezia Giuseppe Verdi presenta per la prima volta la sua opera lirica La Traviata.
- 23 marzo – Riforma Cavour (legge 23 marzo n° 1483 sul riordinamento dell'amministrazione centrale e della contabilità generale dello Stato).
- Bruxelles – Si svolge il primo congresso internazionale di statistica, voluto da Lambert-Adolphe-Jacques Quételet e al quale partecipano 137 scienziati di 26 paesi.
- David Livingstone attraversa l'Africa e giunge sulle rive del Lago Niassa dove fonda una missione preparando il terreno all'arrivo dei colonialisti inglesi.
- 24 giugno – Acquisto Gadsden: Cessione di una regione di 76.800 km² (equivalenti a poco meno di 30.000 miglia quadrate), limitata a nord dal fiume Gila e ad est dal Rio Grande, corrispondente alle attuali sezioni meridionali di Arizona e Nuovo Messico, da parte del Messico agli Stati Uniti.
- 8 luglio – Il commodoro Perry attracca nella baia di Tokyo e, sotto la minaccia di un cannoneggiamento, forza l'apertura del Giappone all'occidente.
- 5 ottobre – Guerra di Crimea: L'Impero Russo attacca l'Impero Ottomano.
- 30 novembre – Battaglia di Sinope: Nel corso della Guerra di Crimea, due squadre navali della Marina imperiale russa entrano in rada ed aprono il fuoco contro le navi dell'Impero ottomano, distruggendole.
- Nasce la stazione di Innsbruck.
- Charles Pravaz inventa la siringa ipodermica.
- Viene fondata la Zastava.

## Nati
Ci sono circa 510 voci su persone nate nel 1853; vedi la pagina Nati nel 1853 per un elenco descrittivo o la categoria Nati nel 1853 per un indice alfabetico.

## Morti
Ci sono circa 240 voci su persone morte nel 1853; vedi la pagina Morti nel 1853 per un elenco descrittivo o la categoria Morti nel 1853 per un indice alfabetico.

## Calendario
| Calendario 1853 | Calendario 1853 | Calendario 1853 | Calendario 1853 | Calendario 1853 | Calendario 1853 | Calendario 1853 | Calendario 1853 | Calendario 1853 | Calendario 1853 | Calendario 1853 | Calendario 1853 | Calendario 1853 | Calendario 1853 | Calendario 1853 | Calendario 1853 | Calendario 1853 | Calendario 1853 | Calendario 1853 | Calendario 1853 | Calendario 1853 | Calendario 1853 | Calendario 1853 | Calendario 1853 | Calendario 1853 | Calendario 1853 | Calendario 1853 | Calendario 1853 | Calendario 1853 | Calendario 1853 | Calendario 1853 | Calendario 1853 | Calendario 1853 |
| --------------- | --------------- | --------------- | --------------- | --------------- | --------------- | --------------- | --------------- | --------------- | --------------- | --------------- | --------------- | --------------- | --------------- | --------------- | --------------- | --------------- | --------------- | --------------- | --------------- | --------------- | --------------- | --------------- | --------------- | --------------- | --------------- | --------------- | --------------- | --------------- | --------------- | --------------- | --------------- | --------------- |
|                 | 1               | 2               | 3               | 4               | 5               | 6               | 7               | 8               | 9               | 10              | 11              | 12              | 13              | 14              | 15              | 16              | 17              | 18              | 19              | 20              | 21              | 22              | 23              | 24              | 25              | 26              | 27              | 28              | 29              | 30              | 31              |                 |
| Gennaio         | Sa              | Do              | Lu              | Ma              | Me              | Gi              | Ve              | Sa              | Do              | Lu              | Ma              | Me              | Gi              | Ve              | Sa              | Do              | Lu              | Ma              | Me              | Gi              | Ve              | Sa              | Do              | Lu              | Ma              | Me              | Gi              | Ve              | Sa              | Do              | Lu              |                 |
| Febbraio        | Ma              | Me              | Gi              | Ve              | Sa              | Do              | Lu              | Ma              | Me              | Gi              | Ve              | Sa              | Do              | Lu              | Ma              | Me              | Gi              | Ve              | Sa              | Do              | Lu              | Ma              | Me              | Gi              | Ve              | Sa              | Do              | Lu              |                 |                 |                 |                 |
| Marzo           | Ma              | Me              | Gi              | Ve              | Sa              | Do              | Lu              | Ma              | Me              | Gi              | Ve              | Sa              | Do              | Lu              | Ma              | Me              | Gi              | Ve              | Sa              | Do              | Lu              | Ma              | Me              | Gi              | Ve              | Sa              | Do              | Lu              | Ma              | Me              | Gi              |                 |
| Aprile          | Ve              | Sa              | Do              | Lu              | Ma              | Me              | Gi              | Ve              | Sa              | Do              | Lu              | Ma              | Me              | Gi              | Ve              | Sa              | Do              | Lu              | Ma              | Me              | Gi              | Ve              | Sa              | Do              | Lu              | Ma              | Me              | Gi              | Ve              | Sa              |                 |                 |
| Maggio          | Do              | Lu              | Ma              | Me              | Gi              | Ve              | Sa              | Do              | Lu              | Ma              | Me              | Gi              | Ve              | Sa              | Do              | Lu              | Ma              | Me              | Gi              | Ve              | Sa              | Do              | Lu              | Ma              | Me              | Gi              | Ve              | Sa              | Do              | Lu              | Ma              |                 |
| Giugno          | Me              | Gi              | Ve              | Sa              | Do              | Lu              | Ma              | Me              | Gi              | Ve              | Sa              | Do              | Lu              | Ma              | Me              | Gi              | Ve              | Sa              | Do              | Lu              | Ma              | Me              | Gi              | Ve              | Sa              | Do              | Lu              | Ma              | Me              | Gi              |                 |                 |
| Luglio          | Ve              | Sa              | Do              | Lu              | Ma              | Me              | Gi              | Ve              | Sa              | Do              | Lu              | Ma              | Me              | Gi              | Ve              | Sa              | Do              | Lu              | Ma              | Me              | Gi              | Ve              | Sa              | Do              | Lu              | Ma              | Me              | Gi              | Ve              | Sa              | Do              |                 |
| Agosto          | Lu              | Ma              | Me              | Gi              | Ve              | Sa              | Do              | Lu              | Ma              | Me              | Gi              | Ve              | Sa              | Do              | Lu              | Ma              | Me              | Gi              | Ve              | Sa              | Do              | Lu              | Ma              | Me              | Gi              | Ve              | Sa              | Do              | Lu              | Ma              | Me              |                 |
| Settembre       | Gi              | Ve              | Sa              | Do              | Lu              | Ma              | Me              | Gi              | Ve              | Sa              | Do              | Lu              | Ma              | Me              | Gi              | Ve              | Sa              | Do              | Lu              | Ma              | Me              | Gi              | Ve              | Sa              | Do              | Lu              | Ma              | Me              | Gi              | Ve              |                 |                 |
| Ottobre         | Sa              | Do              | Lu              | Ma              | Me              | Gi              | Ve              | Sa              | Do              | Lu              | Ma              | Me              | Gi              | Ve              | Sa              | Do              | Lu              | Ma              | Me              | Gi              | Ve              | Sa              | Do              | Lu              | Ma              | Me              | Gi              | Ve              | Sa              | Do              | Lu              |                 |
| Novembre        | Ma              | Me              | Gi              | Ve              | Sa              | Do              | Lu              | Ma              | Me              | Gi              | Ve              | Sa              | Do              | Lu              | Ma              | Me              | Gi              | Ve              | Sa              | Do              | Lu              | Ma              | Me              | Gi              | Ve              | Sa              | Do              | Lu              | Ma              | Me              |                 |                 |
| Dicembre        | Gi              | Ve              | Sa              | Do              | Lu              | Ma              | Me              | Gi              | Ve              | Sa              | Do              | Lu              | Ma              | Me              | Gi              | Ve              | Sa              | Do              | Lu              | Ma              | Me              | Gi              | Ve              | Sa              | Do              | Lu              | Ma              | Me              | Gi              | Ve              | Sa              |                 |